# 프닉타이드 산화물
화학에서 "닉타이드"는 원소 주기율표 15족 원소를 －3가의 상태로 함유하는 화합물의 총칭이다. 닉타이드 산화물은 산소, 닉토겐(5족, 특히 인(P)과 비소(As))과 다른 하나 이상의 원소를 포함하는 물질이다.
이 그룹의 화합물들이 1995년 이래 알려졌음에도,

이 종류의 화합물에 대한 관심이 2006년

과 2008년

 LaOFeP와 LaOFeAs에서 초전도성이 발견된 이후 극적으로 증가했다.
이 실험에서 산소는 부분적으로 불소로 대체되었다. 이 화합물은 새로운 종류의 초전도체 군을 형성하며, 산소가 아니라 철이 초전도에 핵심적인 역할을 하는 것으로 보인 이래 철-비소 기반 초전도체(Iron-Arsenide Superconductor)라 불리고 있다.
닉타이드 산화물은 자기 반도체로 2006년 특허가 되었다.

## 구조
많은 닉타이드 산화물이 층상 구조(layered structure)를 이루고 있다.
. 예를 들어 LaFePO는 La3+02-와 Fe2+P3-가 층을 이루고 있는 구조이다.
이런 구조는 ZrCuSiAs와 비슷하며 이제는 대부분의 닉타이드 산화물의 부모격인 구조로 생각된다.

## 초전도체
인에 기반을 둔 첫 철-닉타이드 산화물 계통의 초전도체는 2006년  발견되었다. 급격한 초전도성(초전도 상전이 임계 온도)의 증가는 인이 비소로 치환됨으로써 얻어졌다.. 이 발견은 1986년 발견된 구리계 산화물이 그러했듯이 비슷한 화합물의 연구를 촉발시켰다.
2008년에는 화학식이 ReOTmPn인 몇몇 닉타이드 산화물에서 최대 55 K까지 올라가는 고온 초전도가 관찰되었다. (Re : 희토류 원소, Tm : 전이금속 원소,  Pn : 비소(As)와 같은 5족 원소)

초전도를 보이는 몇몇 닉타이드 산화물과 그 임계 온도는 다음과 같다 :
- LaO0.89F0.11FeAs : 26 K
- CeFeAsO0.84F0.16 : 41 K
- SmFeAsO0.9F0.1 : 43 K
- NdFeAsO0.89F0.11 : 52 K
- PrFeAsO0.89F0.11 : 52 K
- GdFeAsO1-δ[9] : 53.5K

자기장을 45 T(테슬라)까지 올린 실험

 들에 따르면 LaFeAsO0.89F0.11의 임계 자기장은 약 64 T 근처인 것으로 생각된다.
닉타이드 산화물은 잘 부스러지기 때문에, 초전도 전선을 만들 경우에는 철제 튜브에 파우더 형태로 넣는 공정을 걸쳐서  만들어진다..
닉타이드 산화물에서의 초전도는 철과 5족 원소의 층에 생기는 것으로 보인다.
철-비소에는 산소를 포함하지 않는 것도 있으며 심지어는 닉토겐(5족 원소)을 포함하지 않는 것도 있다.
닉타이드 산화물에서 초전도가 보이는 원인은 아직 명확하게 밝혀지지 않았다.